# Larisa (Tróade)

Mapa con algunas de las principales antiguas ciudades griegas de Eólida, en la zona septentrional de Asia Menor. Larisa figura al sur de Colonas y al norte de Hamaxito.

Larisa (en griego; Λάρισα) era una antigua ciudad de la Tróade.
Tucídides la menciona como un lugar por cuya costa pasaron las naves peloponesias bajo el mando de Míndaro, antes de la batalla de Cinosema del año 411 a. C.
Es citada por Jenofonte, donde se menciona que fue tomada, junto con Hamaxito y Colonas, en el año 399 a. C., por mercenarios griegos bajo las órdenes de la sátrapa Mania, que había sido designada por Farnabazo a la muerte de su esposo. Poco después acudió a la zona un ejército al mando del espartano Dercílidas, que había acudido a Eólida para tratar de liberar las colonias griegas del dominio persa, y tomó las ciudades de Larisa, Hamaxito y Colonas en un solo día.
Estrabón la ubica en las proximidades de Hamaxito. Dice que, en su época, tanto Larisa como Colonas pertenecían al territorio continental de Ténedos y añade que se había unido en sinecismo con Alejandría de Tróade. Según Ateneo, poseía manantiales de agua caliente.
Es dudoso si se trata de la misma Larisa que es mencionada por Homero en el catálogo de los troyanos de la Ilíada que estaba habitada por pelasgos. Estrabón era partidario de que la mencionada por Homero era una Larisa situada cerca de Cime ya que en otro pasaje de la Ilíada se dice que Hipótoo, que luchó en Troya, murió lejos de Larisa, y Larisa de Tróade estaba cerca de Troya.